# نان گری
نان گری (انگلیسی: Nan Grey؛ ۲۵ ژوئیهٔ ۱۹۱۸ – ۲۵ ژوئیهٔ ۱۹۹۳) یک هنرپیشه اهل ایالات متحده آمریکا بود.
از فیلم‌ها یا برنامه‌های تلویزیونی که وی در آن نقش داشته است می‌توان به طلای ساتر، برج لندن، سه دختر زرنگ، خردسال، خانه هفت شیروانی اشاره کرد.